# Alice Bah Kuhnke
Alice Bah Kuhnke (Malmö, 21 de dezembro de 1971) é uma política sueca, do Partido Verde.
É deputada do Parlamento Europeu (2019-).
Foi Ministra da Cultura e Ministra da Democracia no Governo Löfven em 2014-2019. 